# Macaranga ashtonii
Macaranga ashtonii är en törelväxtart som beskrevs av S.J.Davies. Macaranga ashtonii ingår i släktet Macaranga och familjen törelväxter. Inga underarter finns listade i Catalogue of Life.